# 星靡
星靡（？—前33年），是乌孙大昆弥，元貴靡的儿子。
甘露三年（前51年），大昆弥元貴靡在位3年去世，儿子星靡继立。祖母汉朝楚公主刘解忧请求回归长安，汉宣帝同意了，两年后，刘解忧去世。星靡孱弱，冯嫽向朝廷要了百人，安抚乌孙。西域都护韩宣奏以他叔父左大将大乐代为昆弥，汉朝廷不许。前33年，星靡去世，儿子雌栗靡继立。